# Wapen van Schiedam

Wapen van Schiedam

Het wapen van Schiedam is sinds het op 24 juli 1816 aan de gemeente toegekend werd niet meer veranderd. Sindsdien is de gemeente meermalen gefuseerd, desondanks heeft het het wapen in ongewijzigde vorm behouden.
De leeuw op het wapen is de leeuw van Henegouwen, Schiedam verkreeg stadsrechten van Aleid van Holland, weduwe van Jan I van Avesnes en zus van graaf Willem II van Holland en Zeeland.

## Blazoen
De beschrijving van het wapen van Schiedam luidt als volgt: 
"Van goud, beladen met een klimmende leeuw van sabel, eene cotisse van keel en zilver brocherende over het geheel. Het wapen gedekt met eene kroon van drie fleurons van goud en zes paarlen."
De achtergrond van het schild is geel met daarop een klimmende leeuw (staand op de achterpoten) welke geheel zwart is. De kroon, van goud met drie bladeren en zes parels lijkt veel op een gravenkroon, maar is in feite een oude Franse markiezenkroon.
De gemeente Schiedam heeft het aantal blokken op de schuinbalk op 11 vastgelegd. In de rechterbovenhoek  is het eerste blok rood.

## Geschiedenis
In het jaar 1275 verkrijgt Schiedam stadsrechten, daarmee gepaard komt ook het recht om een stadswapen en stadszegels te voeren. Op een oorkonde, uit 1286, vermeldt de stad Schiedam dat zij geen zegel heeft. In 1306 heeft Schiedam wel een zegel, hierop staat een stadsaanzicht. In dit aanzicht staan drie poort met elk drie gekanteelde torens. In de rechterbovenhoek staat een schuin geplaatst schild met op dat schild een leeuw afgebeeld. In hoeverre de leeuw op het oudste zegel al werd afgedekt door een geblokte schuinbalk is niet bekend. Het is wel mogelijk omdat de zoon van Aleid, Floris van Henegouwen, haar heeft opgevolgd. Floris heeft als persoonlijk wapen de leeuw van Henegouwen gevoerd met over de leeuw een geblokte dwarsbalk. Omdat het stadszegel onder het bewind van Floris is gesneden kan aangenomen worden dat zijn wapen in het stadswapen is overgenomen. In een zegel dat gebruikt is van 1390 tot 1600 is in ieder geval wel een leeuw met daarvoor een geblokte schuinbalk gebruikt.

### Variaties
De gebruikte kleuren staan sinds het eerste wapen vast, de leeuw is altijd zwart en de achtergrond is altijd goud. Dit zijn namelijk de kleuren van Henegouwen. De balk kent echter verschillende vormen en met name het aantal blokken verschilt sterk. Het aantal blokken varieert tussen de 7 en 17, soms zijn de witte blokken niet aanwezig waardoor de schuinbalk een ladder vormt. Daarnaast is de dikte van de balk ook niet vastgelegd, daardoor kunnen de blokken niet altijd goed onderscheiden worden. Ook de kroon kent een aantal verschijningsvormen, een kroon met 5 parels komt het meeste voor.
Er zijn een aantal zegels bekend met daarop een of meer schildhouders. Op een zegel uit 1748 staat het wapen met twee omziende (van het wapen weg kijkende) leeuwen en in de Franse tijd had het stadswapen een adelaar als schildhouder. Deze adelaar zat als het ware op het wapen. De burgemeester vroeg in 1815 het wapen aan, hij heeft in de aanvraag niet gevraagd om schildhouders, daarom zijn deze ook niet bij het wapen gevoegd. Zegels zonder schildhouder zijn overigens in de minderheid.
Een Schiedamse gemeentearchivaris meent dat echte stadswapen van Schiedam bestaat uit een gouden veld met daarop drie zwarte zandlopers voorzien van rode glazen. Het zou symbool staan met de visserij en komt op gevels voor.

## Verwant wapen

Wapen van de Basiliek